# Dino Ciccarelli
Dino Ciccarelli (* 8. Februar 1960 in Sarnia, Ontario) ist ein ehemaliger kanadischer Eishockeyspieler und -funktionär italienischer Abstammung, der im Verlauf seiner aktiven Karriere zwischen 1976 und 1999 unter anderem 1373 Spiele für die Minnesota North Stars, Washington Capitals, Detroit Red Wings, Tampa Bay Lightning und Florida Panthers in der National Hockey League auf der Position des rechten Flügelstürmers bestritten hat. Ciccarellis Karriere, in der er viermal am NHL All-Star Game teilnahm, wurde mit der Aufnahme in die Hockey Hall of Fame im Jahr 2010 gekrönt.

## Karriere
Ciccarelli begann seine Juniorenkarriere bei den London Knights in der höchsten Nachwuchsliga Ontarios. Verletzungsbedingt war seine dritte Saison dort nicht so erfolgreich und kein Team wollte ihn, der noch ein Jahr zuvor im All Star Team der OHA stand, im Draft holen. Die Minnesota North Stars nahmen ihn im September 1979 unter Vertrag und nachdem die Saison in London beendet war, durfte er noch einige Spiele mit Farmteam der Stars in Oklahoma bestreiten.
Die Saison 1980/81 begann er wieder in Oklahoma, aber gegen Mitte der Saison gelang ihm der Durchbruch in der National Hockey League. Stets war er unter den Topscorern des Teams, bevor er im März 1989 zu den Washington Capitals abgegeben wurde. Die Capitals gaben im Gegenzug Mike Gartner und Larry Murphy an die Stars ab. Auch in Washington wurde er in seiner ersten kompletten Saison zum Topscorer. Nach drei Jahren in der amerikanischen Hauptstadt wechselte er zu den Detroit Red Wings. Nach vier Spielzeiten mit den Red Wings, in denen er es auch einmal ins Finale um den Stanley Cup kam führte ihn der Weg nach Florida, aber noch nicht zum Ruhestand. Nach eineinhalb Jahren in Tampa folgte noch ein kurzer Abstecher zu den Florida Panthers, bevor er seine Karriere beendete.
Zusammen mit seinem Bruder Robert erwarb Ciccarelli 1994 die Rechte an den Newmarket Royals aus der Ontario Hockey League, die sie nach Sarnia umsiedelten, wo das Team seitdem unter dem Namen Sarnia Sting spielt. 
2010 wurde er mit der Aufnahme in die Hockey Hall of Fame geehrt.

## Erfolge und Auszeichnungen
| - 1978 Jim Mahon Memorial Trophy - 1978 OMJHL Second All-Star Team - 1982 Teilnahme am NHL All-Star Game - 1983 Teilnahme am NHL All-Star Game | - 1989 Teilnahme am NHL All-Star Game - 1997 Teilnahme am NHL All-Star Game - 2010 Aufnahme in die Hockey Hall of Fame |

### International
- 1982 Bronzemedaille bei der Weltmeisterschaft

## Team-Rekorde
- 55 Tore in einer Saison für die Minnesota North Stars (1981/82; gemeinsam mit Brian Bellows)
- 106 Punkte als Rechtsaußen in einer Saison für die Minnesota North Stars (55 Tore und 51 Vorlagen; 1981/82)
- 7 Punkte in einem Spiel mit den Washington Capitals (4 Tore und 3 Vorlagen; 18. März 1989)

## Karrierestatistik

### International
Vertrat Kanada bei:
- Junioren-Weltmeisterschaft 1980
- Weltmeisterschaft 1982
- Weltmeisterschaft 1987

(Legende zur Spielerstatistik: Sp oder GP = absolvierte Spiele; T oder G = erzielte Tore; V oder A = erzielte Assists; Pkt oder Pts = erzielte Scorerpunkte; SM oder PIM = erhaltene Strafminuten; +/− = Plus/Minus-Bilanz; PP = erzielte Überzahltore; SH = erzielte Unterzahltore; GW = erzielte Siegtore; 1 Play-downs/Relegation; Kursiv: Statistik nicht vollständig)